# Galeopsis polyporus
Galeopsis polyporus är en mossdjursart som först beskrevs av Brown 1952.  Galeopsis polyporus ingår i släktet Galeopsis och familjen Celleporidae. Inga underarter finns listade i Catalogue of Life.